# Bjeliševac
Bjeliševac (1890 és 1948 között Bjeliševci) cseh nemzetiségi falu Horvátországban, Pozsega-Szlavónia megyében. Közigazgatásilag Kutjevohoz tartozik.

## Fekvése
Pozsegától légvonalban 14, közúton 17 km-re északkeletre, községközpontjától 6 km-re délnyugatra, a Pozsegai-medencében, a Pozsegáról Nekcsére menő 51-es főút mentén, Sumanovci és Ferovac között fekszik.

## Története
A régészeti leletek tanúsága szerint területe már a kőkorszakban lakott volt. Határában a középső neolitikum idején virágzott Sopot-Bicske kultúra településének maradványait találták meg. A falu területén középkori lelőhely is van, mely annak bizonyítéka, hogy a középkorban is lakott település volt, erre azonban eddig írásos bizonyítékot nem találtak.
A török uralom idején muzulmán hitre tért horvátok lakták, akik a török kiűzésével Boszniába menekültek. Helyükre Boszniából katolikus horvátok és pravoszláv szerbek érkeztek. 1698-ban „Bilisevczi” néven 3 portával szerepel a török uralom alól felszabadított szlavóniai települések összeírásában. 1702-ben 12, 1740-ben 14 ház állt a településen. A 19. századra a délszláv lakosság kihalt, vagy elköltözött a településről. A 19. század végén és a 20. század elején a Monarchia csehországi részéről cseh anyanyelvű lakosság települt be, akik a lakosság többségét alkották.
Az első katonai felmérés térképén „Dorf Billisevacz”néven található. Lipszky János 1808-ban Budán kiadott repertóriumában „Billisevacz” néven szerepel. Nagy Lajos 1829-ben kiadott művében „Billisevacz” néven 12 házzal és 99 ortodox vallású lakossal találjuk.
A településnek 1857-ben 52, 1910-ben 121 lakosa volt. 1910-ben a népszámlálás adatai szerint lakosságának 94%-a cseh, 5%-a horvát anyanyelvű volt. Pozsega vármegye Pozsegai járásának része volt. Az első világháború után 1918-ban az új szerb-horvát-szlovén állam, majd később (1929-ben) Jugoszlávia része lett. 1991-ben lakosságának 63%-a cseh, 33%-a horvát nemzetiségű volt. A településnek 2011-ben 112 lakosa volt.

## Lakossága
| Lakosság változása | Lakosság változása | Lakosság változása | Lakosság változása | Lakosság változása | Lakosság változása | Lakosság változása | Lakosság változása | Lakosság változása | Lakosság változása | Lakosság változása | Lakosság változása | Lakosság változása | Lakosság változása | Lakosság változása | Lakosság változása |
| ------------------ | ------------------ | ------------------ | ------------------ | ------------------ | ------------------ | ------------------ | ------------------ | ------------------ | ------------------ | ------------------ | ------------------ | ------------------ | ------------------ | ------------------ | ------------------ |
| 1857               | 1869               | 1880               | 1890               | 1900               | 1910               | 1921               | 1931               | 1948               | 1953               | 1961               | 1971               | 1981               | 1991               | 2001               | 2011               |
| 52                 | 25                 | 28                 | 96                 | 101                | 121                | 129                | 130                | 168                | 180                | 203                | 123                | 107                | 123                | 133                | 112                |

## Nevezetességei
Evangélikus temploma.

## Kultúra
A helyi Česká beseda cseh kulturális egyesületet 1933-ban alapították. Működése egy ideig szünetelt, de 2000-ben újraalapították. Az egyesület több mint 120 tagot számlál és több szekcióban működik. Horvátországok kívül főként Csehországban lépnek fel a kulturális rendezvényeken.